# Gene LeBell
Ivan Gene LeBell (Los Angeles, 9 ottobre 1932 – Los Angeles, 9 agosto 2022) è stato un judoka, wrestler e stuntman statunitense.
LeBell ha inoltre lavorato in più di 1,000 film e show televisivi ed è autore di 12 libri.

## Biografia
Istruttore di arti marziali, ha scritto numerosi libri. Dopo aver vinto l'Amateur Athletic Union National Judo Championships nel 1954 e 1955 acquisì popolarità per quello che può essere considerato il primo incontro di MMA trasmesso in televisione: il 2 dicembre del 1963 salì sul ring contro il pugile Milo Savage. LeBell indossava un kimono e poteva portare ogni tecnica di judo e karate a eccezione dei calci, mentre Savage indossava i guantoni leggeri e poteva portare ogni tipo di pugno. Alla quarta ripresa LeBell atterrò il pugile e lo strangolò, facendolo svenire.
LeBell arbitrò nel 1978 l'esibizione di Antonio Inoki contro Cassius Clay, dichiarando che secondo lui Alì fu il più grande combattente dei pesi massimi e avrebbe avuto successo nell'MMA a patto di dover imparare la lotta a terra.
LeBell è solitamente all'angolo della campionessa dell'UFC Ronda Rousey.